# Не время для драконов
«Не время для драконов» — роман российских писателей-фантастов Сергея Лукьяненко и Ника Перумова в жанре технофэнтези. Действие романа происходит в Срединном мире, где живут люди, эльфы и гномы, а правят кланы магов, истребившие драконов. Главному герою — московскому врачу Виктору — попавшему из нашего мира в Срединный предстоит проделать долгий путь, чтобы спасти этот мир и его обитателей.
Роман был написан в период с декабря 1996 года по июль 1997 года и впервые вышел в издательстве «Эксмо» в 1997 году. Впоследствии неоднократно переиздавался и был переведён на болгарский, немецкий и чешский языки. В 1999 году роман номинировался на жанровую премию «Странника» «Мечи» в номинации «Меч в камне» за лучшее произведение в жанре сказочной фантастики.
В 2021 году вышло продолжение истории — роман «Не место для людей», действие в котором также происходит спустя 23 года после событий, описанных в первой книге.

## Вселенная
Согласно Вселенной книги, существует три мира: Изнанка, мир Прирождённых и Срединный мир. Изнанка представляет собой наш реальный мир, лишённый магии. О мире Прирождённых известно немного, в частности что там «безраздельно властвует магия». Из мира Прирождённых пришли маги, оттуда же совершаются нашествия, угрожающие Срединному миру.
Истинный мир или Срединный мир — некоторая волшебная страна с людьми, магами, эльфами и гномами, в которой правят кланы магов, истребившие некогда могущественных Драконов. Изначально Драконы защищали этот мир от вторжения Прирождённых, однако, были жестокими и деспотичными, из-за чего Стихийным магам пришлось создать Убийцу Дракона. В результате все драконы были истреблены, и только одна женщина из Неведомого клана, из которого Драконы веками брали себе женщин, уцелела и была изгнана в мир Изнанки. После этого власть перешла к магам, а соперничество кланов переросло в междоусобные войны.
Срединный мир представляет собой фэнтезийный стимпанк, в котором сочетаются сверхъестественное и технологии. Главным символом прогресса и достижением гномов является Путь — стратегическая железная дорога через все крупнейшие города континента от Серых Пределов к Морю.

### Главный герой
Главный герой романа — Виктор — московский врач, наш современник, попавший из нашего мира, Изнанки, в Срединный мир. Не увлекался ни ролевыми играми, ни фэнтези. За него начинается битва между правящими в Срединном мире кланами магов. Клан Воды пытается защитить его от уничтожения кланом Воздуха. Виктору предстоит спасти Срединный мир.
Писатель-фантаст и литературный критик Виталий Каплан отметил, что главный герой, попавший в фэнтезийную реальность, постепенно блёкнет, вписываясь в острый динамичный сюжет романа. «Интересный психологический типаж» московского врача в Срединном мире постепенно стандартизуется, превращаясь в «обычного фэнтезийного персонажа». Таким образом, критик подчёркивает, что «не всякий герой годится» для использования в динамичном сюжете.

## Сюжет

Сотворённый Дракон и Тэль

Московский врач Виктор находит под дверью своей квартиры раненую тринадцатилетнюю девочку Тэль. Она знает его, и Виктор принимает решение отвести её домой. По пути на них нападают, но им удаётся убежать. После перехода, оказывается, что Тэль пришла из другого мира — Срединного, в котором они теперь находятся. Там одновременно существуют магия и техника. В это время маги Воздушного клана во главе с Ритором должны были встретиться с магами Огненного клана. В Срединный мир скоро вторгнутся Прирождённые, для защиты от которых Ритор хочет призвать Дракона. В прошлом он был Убийцей Драконов и уничтожил всех из них, кроме одного. Однако, под видом Огненных магов пришли маги Водного клана во главе с Торном. Торн выступает против планов Ритора, поэтому Водные нападают на Воздушных магов в момент, когда магия Воздуха ослаблена. Только Ритору удаётся сбежать. Торн пытается достать Ритора на балу клана Кошек, но глава клана Лой Ивер помогает Ритору скрыться.
На Виктора нападают разбойники, один из которых, оказавшийся стражем Серых Пределов, опознаёт в нём Владыку и вместе с сыновьями приходит служить ему. У Виктора появляются смутные видения относительно своей силы и предназначения. После отдыха в гостинице Тэль покидает Виктора, уехав на поезде. Чтобы догнать её, Виктор покупает билет на более быстрый поезд. На вокзале на него нападают маги клана Воды, от которых при помощи стража с сыновьями удаётся отбиться, однако, последние гибнут в схватке. В поезде Виктор находится под защитой гномов. Воздушные маги хотят убить Виктора, так как заклинание поиска подтверждает, что он Убийца Дракона. Лой Ивер инкогнито отправляется к Водным, чтобы узнать обстановку, и выпытывает у Торна информацию о приходе Дракона, Убийцы и вторжении Прирождённых.
На одной из станций Тэль снова присоединяется к Виктору. Водные маги едут с ним в одном вагоне, но не хотят устраивать бой в поезде гномов. Виктор и Тэль прыгают из поезда с моста, чтобы скрыться от преследователей, но Водные маги не отстают. Тогда Виктор вступает в стычку и побеждает магов Воды, пройдя первое посвящение у Стихийного клана. Гномы подсаживают его на другой поезд. При выходе его встречает Ритор с Воздушными магами, отбившись от которых Виктор проходит второе посвящение. После этого вместе с Тэль направляются к магам клана Земли. Лой Ивер встречает их на канале и присоединяется, помогая избежать ещё одной битвы с Ритором. В замке клана Земли Виктор сталкивается с магом Анджеем и проходит третье посвящение.
Остаётся только Орос и клан Огненных магов. Воздушные маги объединяются с Огненными и Земляными, чтобы встретить Виктора на пути туда. С трудом отбившись, Виктор проходит посвящение огнём, после чего Тэль открывает портал на Остров Дракона, где должна решиться судьба Виктора. Кроме Виктора, Тэль и Лой, туда могут пройти только сильные маги: Торн, Ритор и Анджей. Несмотря на сопротивление Ритора, Виктор идёт в замок Хранителя. В это время в море появляется флот вторжения Прирождённых. Виктор возвращает предназначенную ему силу и становится Драконом, чтобы вступить в бой с Сотворённым Драконом Прирождённых.

## Создание и издание

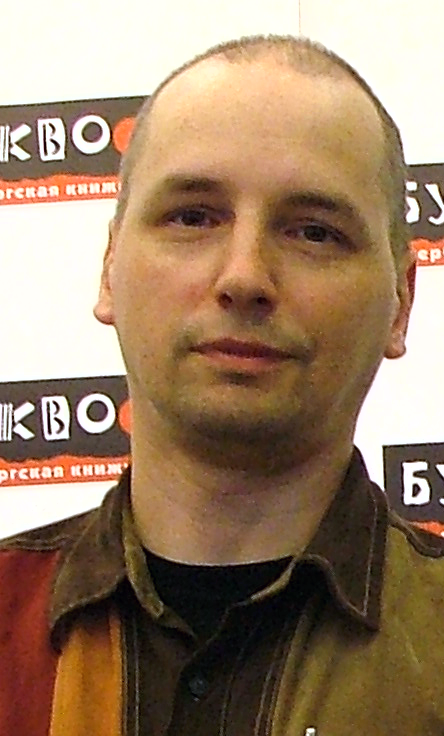
Ник Перумов

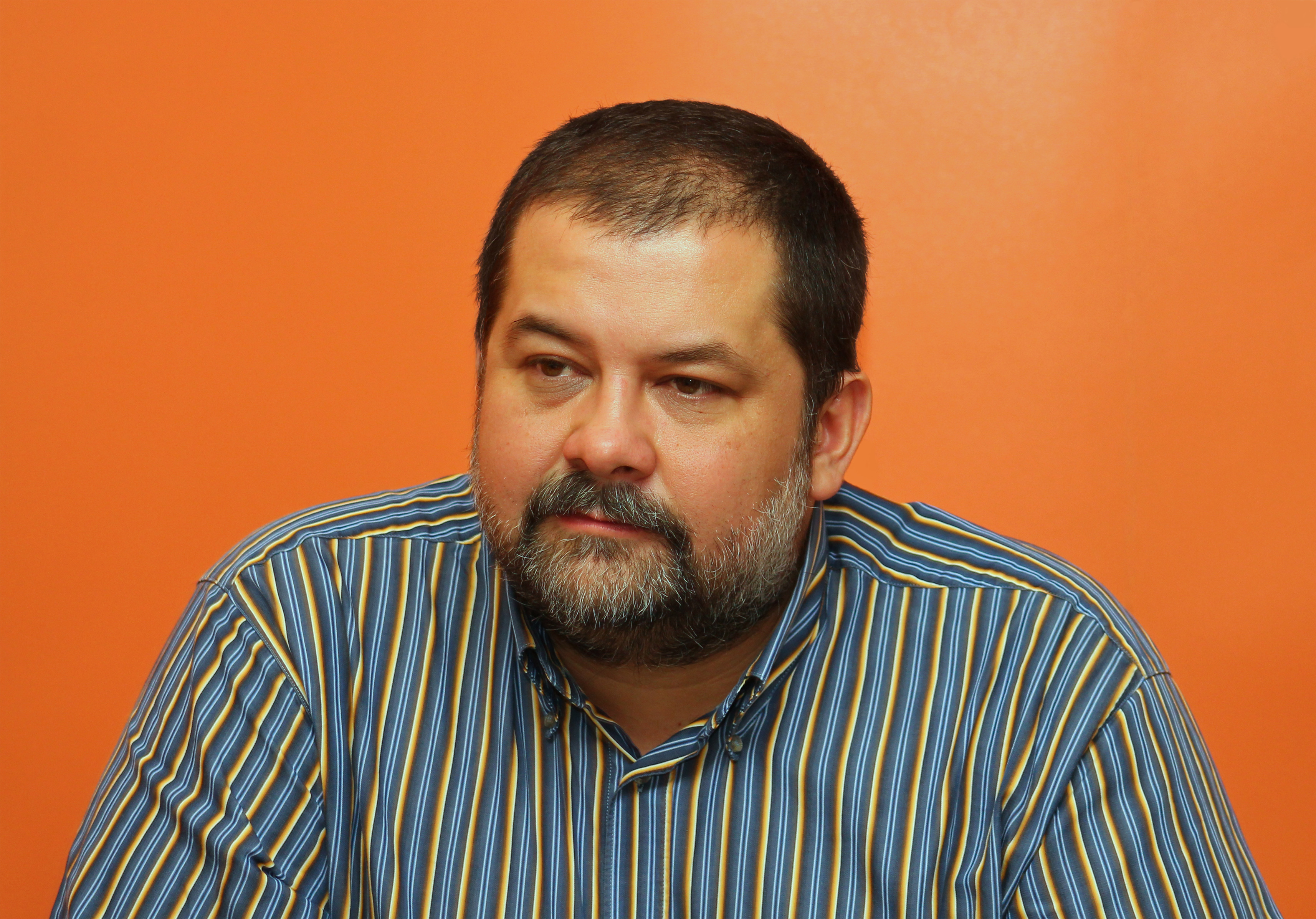
Сергей Лукьяненко

По словам Лукьяненко, решение о совместном создании романа было обоюдным и возникло «спонтанно, из разговора по сети». Писатели постарались объединить сильные стороны друг друга с целью написать «фэнтези, но с паровыми машинами и керосиновыми лампами», не подозревая о существовании специальных жанров — стимпанка или паропанка. Авторы обменивались идеями и советовались в процессе написания. После разработки сюжета главы романа были поделены, и текст писался вперемешку. По словам Лукьяненко, попытки читателей определить авторство фрагментов терпели неудачу.
Лукьяненко отмечает азарт и «некий дух соревнования», возникающие при совместной работе и придающие ей «особый интерес». Также писатель не отрицает желания объединить читательские аудитории с целью повысить тираж издания. По словам Лукьяненко, вклад в финальную версию романа получился равный. Своим любимым персонажем в романе Сергей Лукьяненко назвал Лой Ивер. Писатель подтвердил, что по поводу продолжения были серьёзные планы, но позже «возникли разные другие проекты». После завершения работы над романом среди издательств был проведён «своеобразный тендер» за право издать получившуюся книгу.
Рассматривая писательские шутки, Алексей Гравицкий в статье для журнала «Мир фантастики» отметил упоминание авторами романа церкви великомученика Шмаля, что является «прозрачным намёком» на писателя-фантаста Андрея Валентинова, настоящее имя которого Андрей Шмалько. Шутка получила продолжение в совместном с Олди романе Валентинова «Нам здесь жить», где упоминается президент «Перум-фонда» Сергей Лукьяненко. В одном из эпизодов романа появляется мальчик Данька. По словам Лукьяненко это тот же самый мальчик, который действует в романах «Мальчик и тьма» и «Лорд с планеты Земля».
| Год  | Издательство    | Место издания | Серия                                       | Тираж         | Примечание                                                           | Источник |
| ---- | --------------- | ------------- | ------------------------------------------- | ------------- | -------------------------------------------------------------------- | -------- |
| 1997 | Эксмо-Пресс     | Москва        | Абсолютная магия                            | 30000         | В оформлении обложки использована работа художника Kevin Murphy.     | [ 9 ]    |
| 1999 | АСТ             | Москва        | Заклятые миры 2                             | 16000         | В оформлении обложки использована работа художника Андрея Иванченко. | [ 10 ]   |
| 2000 | АСТ             | Москва        | Звёздный лабиринт (все варианты оформления) | 12500 + 50500 | В оформлении обложки использована работа художника Андрея Иванченко. | [ 11 ]   |
| 2000 | Эксмо-Пресс     | Москва        | Фэнтези Ника Перумова (мрамор)              | 12100 + 26400 | В оформлении обложки использована работа художника Андрея Иванченко. | [ 12 ]   |
| 2007 | АСТ, АСТ Москва | Москва        | Чёрная серия (танковая щель)                | 15000 + 10000 | В оформлении обложки использована работа художника Андрея Иванченко. | [ 13 ]   |

| Год  | Название              | Издательство | Место издания | Язык       | Переводчик       | Источник |
| ---- | --------------------- | ------------ | ------------- | ---------- | ---------------- | -------- |
| 2004 | Не е време за дракони | Орфия        | София         | Болгарский | Николай Теллалов | [ 14 ]   |
| 2009 | Drachenpfade          | Heyne Verlag | Мюнхен        | Немецкий   | A. Freckmann     | [ 15 ]   |
| 2010 | Zlá doba pro draky    | Triton, Argo | Прага         | Чешский    | K. Šindelář      | [ 16 ]   |

## Критика и оценки
Лаборатория Фантастики

 Goodreads

 LibraryThing
Дмитрий Байкалов и Андрей Синицын в статье для журнала «Если» назвали роман «Не время для драконов» примером «успешного коммерческого соавторства» и «одним из самых прибыльных проектов российской фантастики». Дмитрий Злотницкий в статье для журнала «Мир фантастики» также подчеркнул, что роман является наиболее известным из написанных Перумовым в соавторстве произведений. В то же время, Злотницкий отметил, что «к сожалению», роман относится к тем, что «стоит прочитать, но вряд ли захочется перечитывать».
Рассматривая в статье для журнала «Мир фантастики» русский стимпанк, Борис Невский обращает внимание на то, что довольно часто роман «Не время для драконов» называют «первым нашим полноценным стим-романом». Однако, Невский полагает, что книга представляет собой «традиционное авантюрно-героическое фэнтези про попаданца». Наличие отдельных элементов стимпанка тем не менее не позволяет причислить роман к этому жанру. По мнению Невского, «даже к технофэнтези книгу можно причислить очень условно».
Владислав Гончаров в рецензии для журнала «Если» отметил «непривычный» мир романа с точки зрения любителей «традиционного фэнтези». Имена магов Срединного мира во многом российские. Многие из обитателей слышали про Россию, а некоторые оттуда пришли в этот мир. Так, в рецензии приводится пример толкиниста Николая, который хотел стать эльфом, но «обуржуазился» в Срединном мире, обнаружив, что эльфам не нужен. Гончаров отмечает «порицающее возмущение» авторов произведения по поводу такой перемены романтика. Также в рецензии отмечаются «неправильные» эльфы, похожие на цыган, и «колоритные» гномы. По мнению Гончарова, такой контраст случился из-за любви Перумова к гномам и нелюбви Лукьяненко к эльфам. В целом, Гончаров отмечает, что мир в романе «вполне благополучный и во многом очень даже симпатичный», и его «в самом деле стоило спасать».
В статье для журнала «Мир фантастики» Дмитрий Злотницкий отметил «банальную» и «весьма примитивную» завязку сюжета, в которой «очередной» человек попадает из реального мира в фэнтезийную вселенную, судьба которой зависит от его поступков. Тем не менее, по мнению Злотницкого, авторам удалось создать надолго запоминающийся мир волшебников. Алексей Караваев также обратил внимание на примитивность сюжетной линии, где главный герой, попав в другой мир, сразу осознаёт в себе силу и начинает менять всё вокруг себя. По мнению критика, роман похож на «огромный плохо сработанный пазл, из кусочков избитых штампов, использованных другими ходов и всеми убогостями „классической“ фэнтази».
Филолог-литературовед и литературный критик Елена Иваницкая напротив «была приятно удивлена высоким уровнем романа». Иваницкая отметила, что несмотря на то, что книга Лукьяненко и Перумова относится к массовой литературе, наряду со многими похожими произведениями, она в отличие от прочих представляет собой «качественный образец занимательного жанра». По мнению критика, роман «изобретательный, остроумный, смешной, закрученный-заверченный, яркий, с претензией, не совсем неоправданной, на философскую подкладку».
В 1999 году роман «Не время для драконов» номинировался на жанровую премию «Странника» «Мечи» в номинации «Меч в камне» за лучшее произведение в жанре сказочной фантастики

## Адаптации
В 2005 году появилась информация, что студия «Новый русский сериал» займётся экранизацией романа, сделав к весне 2007 года шестисерийный телефильм, режиссёром которого выступит Илья Макаров. В начале 2006 года в интервью Лукьяненко подтвердил, что по книге запланирован телесериал. Позже Перумов на вопросы поклонников отвечал, что «процесс застопорился и не двигается с места». Экранизация так и не состоялась.

### Аудиокнига
В 2007 году московским аудио-издательством «Аудиокнига», входящим в холдинг «Издательская группа АСТ», в серии «Наша фантастика» была выпущена аудиокнига «Не время для драконов». Запись продолжительностью 18 часов вышла на двух CD. Текст читает Юрий Лазарев. В рецензии для журнала «Мир фантастики» Дмитрий Злотницкий отметил, что «аудиоверсия книги, оказалась ничуть не хуже первоисточника».

### Игра
По мотивам романа в 2007 году компанией «1С» была выпущена компьютерная ролевая игра «Не время для драконов». Разработкой игры занимались компании «Arise» и «KranX Productions». В рецензии для журнала «Мир фантастики» Николай Пегасов отметил просторный волшебно-технологичный Срединный мир и свободу путешествий в игре, включающей множество локаций, лесов и поселений. Согласно жанру, присутствуют персонажи, дающие задания, а также охотящиеся за игроком. Александр Куляев в рецензии для журнала «Мир фантастики» отметил «сильную ролевую составляющую и хороший экшен». Для большей части заданий существует возможность выполнения различными способами. Однако, по мнению Пегасова, интеллект неигровых персонажей не был хорошо проработан.
Александр Куляев отметил, что игроку предстоит выступить в роли главного героя романа — Виктора, к которому постепенно присоединятся другие персонажи книги. В то же время, Пегасов подчеркнул, что в ролевой системе игры игроку предстоит управлять сразу отрядом. Все члены отряда получают опыт, однако, отсутствует возможность выбрать направление развития для персонажей, помимо Виктора. Бой в игре происходит в режиме реального времени с возможностью использования тактической паузы. Куляев охарактеризовал его, как «сплав красивых экшен-ориентированных схваток и раздумчивой тактики».
Сценарий игры повторяет сюжет романа и сопровождается прямыми цитатами оттуда. Куляев отметил, что «разработчики решили дать игроку возможность посетить все более-менее значимые места Срединного мира, упомянутые в первоисточнике». Светлана Карачарова обратила внимание на «возможность поучаствовать в ключевых сценах оригинального произведения». В то же время, Пегасов отметил «глупые посторонние задания», не вписывающиеся в исходный сюжет. Текстовые диалоги игры не озвучены, графика, по мнению Пегасова, слабая, а пейзажи — унылые. Стиль художников «совершенно не соответствует атмосфере книги».